# Singulare tantum
Een singulare tantum (meervoud: singularia tantum) is een woord dat (of een woordgroep die) de vormkenmerken van een enkelvoud heeft, terwijl er geen overeenkomstige meervoudige vorm bestaat. 

## Indeling van zelfstandige naamwoorden
De zelfstandige naamwoorden van het Nederlands zijn onder te verdelen in 'telbare' en 'niet-telbare' zelfstandige naamwoorden. De telbare hebben zowel een enkel- als een meervoud. De niet-telbare hebben hetzij de kenmerken van een enkelvoud, hetzij die van een meervoud. In het eerste geval heet zo'n woord een singulare tantum, in het laatste geval een plurale tantum.

## Syntactische en semantische eigenschappen
Behalve de vormkenmerken zijn ook de syntactische eigenschappen van singularia tantum die van enkelvouden: als zo'n woord onderwerp van de zin is, staat het erbij behorende werkwoord in het enkelvoud; voornaamwoorden die erbij horen, zijn ook voornaamwoorden van het enkelvoud.
Semantisch verschillen zij van de eigenlijke enkelvouden doordat zij niet in contrast staan met een bijbehorend meervoud. Ze duiden niet op afzonderlijke eenheden en daardoor kan er ook geen bepaald hoofdtelwoord voor staan, noch het lidwoord 'een':
- Er lag maar één zeep in onze hotelkamer.

## Voorbeelden

### Nederlands

#### Groepen
De singularia tantum vallen in vier groepen uiteen:
1. eigennamen: Jan, de Dordogne
2. stofnamen: goud, wijn (de meervoudsvorm wijnen wordt wel geaccepteerd als er wijnsoorten of wijnflessen mee bedoeld wordt)
3. abstracte begrippen: letterkunde, muziek, bod
4. enkele verzamelwoorden: vastgoed, have, nageslacht, nieuws, geboefte

#### Uitzonderingen
Hierop zijn tegelijkertijd weer uitzonderingen. 
- Sommige eigennamen zijn juist plurale tantum:

Pyreneeën
- Eigennamen kunnen als soortnaam worden gebruikt

De twee Sylvia's konden weer eens uitstekend met elkaar overweg.
- Stofnamen kunnen worden gebruikt in de betekenis van "soorten"

Ze hebben daar uitstekende wijnen in voorraad, maar dúúr!
Enkelvoudige suikers zijn in uw geval gezonder, zou ik zeggen.

### Andere talen
De indeling telbaar — niet-telbaar (alleen enkelvoud — alleen meervoud) is verre van universeel; er bestaan immers talen waarin de categorieën "enkelvoud" en "meervoud" helemaal niet voorkomen. In aan het Nederlands verwante talen vindt men wel singularia tantum. 
- Het Engels vertoont grote overeenkomsten met het Nederlands: eigennamen, en ook abstracte begrippen (schoolvakken, ziekten).

Bij het vertalen, vooral naar de vreemde taal, levert dit weleens problemen op: waar de ene taal een singulare tantum heeft, is dat in de andere niet altijd het geval.
Engels information, Nederlands 'inlichtingen'
Nederlands huiswerk, Frans devoirs
In het laatste geval heeft een Nederlands singulare tantum zelfs een Frans plurale tantum als equivalent.

## Afleiding

### Singulare en singularis
Singulare is Latijn voor "enkelvoudig", terwijl het eveneens Latijnse tantum hier  "slechts" betekent. Singulare tantum beduidt dus letterlijk "slechts enkelvoudig". Daarbij is singulare de onzijdige vorm van dit bijvoeglijke naamwoord. Dat valt te verklaren: een hoofdwoord wordt in deze woordgroep er wel bijgedacht, maar niet genoemd en dat hoofdwoord is verbum ("woord"). Het onzijdige singulare verwijst dus naar het onzijdige, niet genoemde maar wel gedachte, verbum.
In de internationale taalkundige vakliteratuur komt ook voor: singularis tantum. Ook dit valt te verklaren uit een verzwegen hoofdwoord, vaak het mannelijke numerus ("getal"): bedoeld wordt dan dat het woord slechts in het enkelvoudig getal voorkomt.

### Meervoud
Wil men het over meerdere dergelijke woorden hebben, dan moet de uitdrukking dus in het meervoud worden gezet:
- singulare tantum wordt singularia tantum, "slechts enkelvoudig(e woorden)"
- singularis tantum wordt singulares tantum, "slechts enkelvoudig (getal)".